# Wigand von Waldsassen
Wigand von Waldsassen († im 12. Jahrhundert) gehörte einer neuzeitlichen Überlieferung nach zu den ersten Mönchen des 1133 gegründeten Klosters Waldsassen. Er wird seit dem 17. Jahrhundert als Seliger verehrt, sein Gedenktag ist der 26. Oktober.
Dieser Überlieferung nach war Wigand Zisterziensermönch im Kloster Volkenroda in Thüringen. Von dort habe er 1133 seine Mitbrüder in das von Diepold III. von Vohburg, Markgraf im Nordgau, neu gestiftete Kloster Waldsassen geführt, offenbar als Prior.
Wigand wird seit der Zeit des Barock als Seliger verehrt – ebenso wie vier seiner Klosterbrüder aus dem 12. bis 14. Jahrhundert: Gerwig von Volmarstein, die Äbte Hermann (1212–1220) und Johannes III. von Elbogen (1310–1323), sowie Friedrich III. von Leuchtenberg, der spätere von der Bevölkerung abgelehnte Bischof von Eichstätt (1328–1329). Diese Verehrung geht auf nicht fundierte Einträge im Menologium Cisterciense des Chrysostomus Henriquez (Antwerpen 1630) zurück, nicht auf tatsächliche Praxis – zumal Wigands und Gerwigs Existenz nicht einmal beweisbar ist. Diese Verehrungspraxis änderte sich nach der Publikation des Buches in einer für das Kloster und dessen Neugründung nach der Gegenreformation vorteilhaften Weise.